# 苏摩哈伊
苏摩哈伊（Sumohai）是印度尼西亚巴布亚省的一个城镇，是亚胡基摩县的正式行政中心，由于基础设施不完善，亚胡基摩县政府实际在德凯。2010年普查，苏摩哈伊在的卡尤区（印尼语：Distrik Kayo）共1,405人。

## 资料来源
1. ↑  Biro Pusat Statistik, Jakarta, 2011.